# 澳洲蟾魚屬
澳洲蟾魚屬（学名：Austrobatrachus），為輻鰭魚綱蟾魚目蟾魚科的其中一属。

## 下属物种
- 南方澳洲蟾魚 Austrobatrachus foedus